# Miguel Macedo
Miguel Macedo (Braga, 6 de junio de 1959- Lisboa, 13 de marzo de 2025) fue un abogado y político portugués, ministro de Administración Interna entre 2011 y 2014.

## Biografía
Licenciado en Derecho por la universidad de Coímbra. Murió de un infarto el 13 de marzo de 2025.

## Carrera política
Miguel Bento Martins da Costa de Macedo e Silva fue dirigente de las JSD, las juventudes del PSD. Su primera experiencia en el gobierno fue en el primer gobierno con mayoría absoluta de Cavaco Silva como secretario de Estado de Juventud del ministro Couto dos Santos entre 1990 y 1991. Posteriormente pasaría a la política local y sería elegido concejal en Braga, cargo que ocuparía entre 1993 y 1997. Su vuelta a la política nacional sería en 2002 en el gobierno de coalición PSD-CDS-PP como secretario de Estado de Justicia bajo las órdenes de los ministros Celeste Cardona e José Pedro Aguiar-Branco. Ha sido diputado por Braga entre 1987 y 2002 y, nuevamente, desde 2005.
Cuando Passos Coelho fue elegido presidente del PSD, Miguel Macedo fue elegido líder parlamentario. Su negativa a la aprobación del Programa de Estabilidad y Crecimiento (PEC) del entonces presidente José Sócrates supuso la caída de su gobierno y la convocatoria de elecciones anticipadas.